# Polyrotaxane
Un polyrotaxane et polypseudorotaxane est une molécule produite par  incorporation  de  fractions rotaxanes  ou pseudorotaxanes respectivement  dans  leur  polymère.

## Rotaxanes et pseudorotaxanes
Les  rotaxanes sont fabriqués  à  partir  d'une  chaîne  organique  linéaire  (axe  fileté)  à  l'intérieur  d'une  roue  (rotor), l'axe  étant tenu de rester  dans  la  roue  par  des  groupes  "bouchons".  
En  revanche,  un pseudorotaxane  est  formé  lorsque  des   forces  non  covalentes  lient  un  axe  à  l'intérieur  d'un macrocycle sans l'aide de bouchons (voir figure).

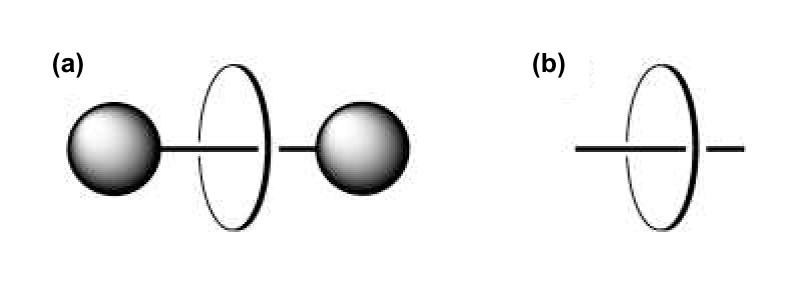

## Polyrotaxanes et Polypseudorotaxanes

### Différents types
Différents types de polypseudorotaxanes et polyrotaxanes peuvent être obtenus selon la manière dont les unités cycliques et linéaires sont connectées. On dégage néanmoins deux grands types de polypseudorotaxanes/polyrotaxanes en fonction de la localisation des unités pseudorotaxane/rotaxane :
- polypseudorotaxane/polyrotaxane chaîne principale (main-chain polyseudorotaxane/polyrotaxane) dans laquelle l'unité pseudorotaxane/rotaxane est une partie de la chaîne principale.

- polypseudorotaxane/polyrotaxane chaîne latérale (side-chain polypseudorotaxane/polyrotaxane) dans laquelle l'unité pseudorotaxane/rotaxane est une partie de la chaîne latérale.

### Différentes synthèses
De nombreuses voies de synthèse de polypseudorotaxanes/polyrotaxanes existent. Le schéma présente les voies de synthèse existantes pour la formation de "polypseudorotaxanes/polyrotaxanes chaîne principale" (main-chain polypseudorotaxane/polyrotaxane)

### Propriétés et applications
Pour les polypseudorotaxanes et polyrotaxanes, les liaisons covalentes sont complétées par des liaisons mécaniques, en particulier des liaisons non covalentes tels que la liaison hydrogène et de transfert de charge. 
Cette combinaison des interactions induit de grandes différences dans les propriétés entre ces deux types de matériaux, concernant notamment la solubilité, la viscosité, les propriétés photoélectroniques, le point de fusion, température de transition de phase (zone vitreuse).
Cette large diversité de propriétés induit un grand nombre d'applications des polypseudorotaxanes/polyrotaxanes.
Parmi les nombreuses applications, on peut néanmoins citer l'utilisation par Han et Antonietti de polypseudorotaxanes à base de cyclodextrines comme modèles (template) pour la génération de matériaux poreux de silice, dont le diamètre des pores dépend des valeurs du pH de la condensation (la réplication directe est obtenue à un pH de 2,0 tandis que des pores plus larges se trouvent à des valeurs de pH plus élevées).
Plus tard, le même groupe a préparé du matériau poreux de silice par nanocasting de polypseudorotaxanes stables à base d'α-CD et de polyamines.
On peut citer également l'utilisation par Harada et Kamachi d'un polypseudorotaxane à base d' α-CD et de polyéthylène glycol (PEG) pour la formation d'un hydrogel supramoléculaire en milieu aqueux à température ambiante. 
Le polypseudorotaxane est constitué d'une chaîne de PEG (constituant  le  stator)  complexé  par  plusieurs  cyclodextrines  (constituant  la  partie  mobile,  le rotor).